# Халкиопов, Павел Васильевич
Павел Васильевич Халкиопов (13 [25] апреля 1899, Москва — 2 сентября 1968, Москва) — советский футболист и футбольный тренер. Выступал на позиции правого защитника. Заслуженный мастер спорта СССР (1947).

## Биография
Работал начальником команды в 1935—1938, в 1936 был главным тренером ЦДКА.
В 1938—1952 возглавлял отдел физической культуры и спорта ЦДСА.
В 1953—1959 — член Президиума секции футбола СССР. В 1958—1959 гг. — и. о. председателя президиума Федерации хоккея СССР с мячом и шайбой.
С 1960 по 1968 работал в президиуме Федерации футбола СССР. С 1964 года председатель Совета ветеранов ЦСКА.
Выступал за сборную Москвы по хоккею с мячом.
Окончил Военную академию имени М. В. Фрунзе. Участник Великой Отечественной войны. Полковник. Награжден орденами Красной Звезды, Кутузова II степени, Отечественной войны I степени, медалями «За оборону Москвы», «XX лет РККА».
Похоронен на Донском кладбище.

## Достижения

### Командные
- Чемпион Москвы: 1926.
- Серебряный призёр чемпионата Москвы: 1927 (весна), 1930.

### Личные
- Заслуженный мастер спорта СССР (1947).